# 361 km (przystanek Kolei Moskiewskiej)
361 km (ros. 361 км, остановочный пункт 361 км) – przystanek kolejowy w zachodniej Rosji, w osiedlu wiejskim Prigorskoje rejonu smoleńskiego w obwodzie smoleńskim.

## Geografia
Przystanek położony jest 0,4 km od dieriewni Kazarma 369 km, 5,5 km od drogi federalnej R120 (Orzeł – Briańsk – Smoleńsk – Witebsk), 26 km od drogi magistralnej M1 «Białoruś», 17,5 km od Smoleńska.
Leży na linii Kolei Moskiewskiej Rosławl I – Kołodnia. Na tym odcinku jest to linia jednotorowa.

## Rozkład jazdy
2 razy dziennie kursują pociągi podmiejskie na trasie Poczinok – Smoleńsk/Smoleńsk – Poczinok.